# 엔리코 데 니콜라
엔리코 데 니콜라(이탈리아어: Enrico De Nicola, 1877년 11월 9일 ~ 1959년 10월 1일)는 이탈리아의 변호사, 정치인, 저널리스트이다. 1946년부터 1948년까지 이탈리아의 임시 국가원수였으며 1948년 초 짧은 기간 동안 초대 대통령을 역임하였다.

## 약력
엔리코 데 니콜라는 1877년 나폴리에서 태어났다. 그는 훗날 이탈리아에서 유명하고 존경받는 형사 변호사가 되었다. 1909년 이탈리아 대의회(Camera dei Deputati)의 자유당 소속 의원으로 선출되었고, 이후 1913년에도 재선되어 1921년까지 그 직을 수행했다. 미성년자임에도 그는 정치활동을 하였으나, 파시즘 체제가 수립되자 정계를 은퇴했다. 그는 조바니 졸리티(Giovanni Giolitti)정부 하에서 식민지 차관으로 일했으며 비토리오 에마누엘레 오를란도(Vittorio Emanuele Orlando)내각 하에서 주 재무부 차관으로 일했다. 1920년 6월 26일 이탈리아 대의회의 의장으로 당선되었으며 1924년 1월까지 그 직을 수행했다. 1929년 국왕 비토리오 에마누엘레 3세(Victor Emmanuel III)는 그를 상원의원으로 임명하고자 하지만, 니콜라는 의회에서의 활동을 원치 않았기 때문에 거부했다.
그는 다시 정치 활동을 시작했고, 파시즘 체제가 붕괴된 이후 적극적으로 정치 활동에 전념하기 시작했다. 1943년 파시즘 체제가 붕괴된 이후, 움베르토 왕자가 다시 권력을 되찾았을 때 그는 아마 "Luogotenente"에서 가장 힘있는 중재인이었을 것이다. 군주제 폐지 이후, 그는 1946년 6월 28일 제헌의회의 1차 선거에서 80%의 득표율로 잠정 국가 원수로 당선되었다. 훗날 총리가 되는 줄리오 안드레오티(Giulio Andreotti)는 그의 독특함과 겸손함에 반하여 그에 관한 기억을 회상했다곤 한다. 안드레오티는 그에게 "각하, 수락할 수만 있다면 제발 결정 좀 해 주시옵소서."라는 내용의 글을 썼다고 한다.
1947년 6월 25일 그는 건강상의 이유로 국가원수직을 사임하지만, 제헌의회는 그의 고결함과 겸손함을 인정하여 그를 다시 국가원수로 선출하였다. 새 헌법이 시작된 이후, 1948년 1월 1일 그는 이탈리아의 초대 대통령이 되었다. 하지만 그는 그 해 5월에 열릴 첫 대선에 출마하지 않기로 하였고, 이에 따라 루이지 에이나우디(Luigi Einaudi)가 후임으로 당선되었다.
1956년 니콜라는 전직 국가원수로서 종신 상원의원이 되었고, 훗날 헌법재판소의 상원의장으로 선출되었다. 1959년 10월 1일, 나폴리 주의 토레 델 그레코(Torre del Greco)에서 사망하였다.